# Ужуга (река)
Ужуга — река в Костромской области России.

## Общая информация
Протекает по территории Кологривского района. Впадает в реку Унжу в 281 км от её устья по левому берегу. Длина реки составляет 25 км, площадь водосборного бассейна — 107 км². В устье — посёлок Ужуга — административный центр Ужугского сельского поселения.

## Данные водного реестра
По данным государственного водного реестра России относится к Верхневолжскому бассейновому округу, водохозяйственный участок реки — Унжа от истока и до устья, речной подбассейн реки — Бассейн притоков Волги ниже Рыбинского водохранилища до впадения Оки. Речной бассейн реки — (Верхняя) Волга до Куйбышевского водохранилища (без бассейна Оки).
По данным геоинформационной системы водохозяйственного районирования территории РФ, подготовленной Федеральным агентством водных ресурсов:
- Код водного объекта в государственном водном реестре — 08010300312110000015389
- Код по гидрологической изученности (ГИ) — 110001538
- Код бассейна — 08.01.03.003
- Номер тома по ГИ — 10
- Выпуск по ГИ — 0